# Lewis (Skócia)
Lewis (hosszabb, angol nevén Isle of Lewis, skót gael nyelven Eilean Leòdhais) a Skóciához tartozó Külső-Hebridák legnagyobb szigetének északi része. A sziget déli részét Harrisnak hívják. Bár a két név egyazon sziget két részét jelöli, mégis „Lewis-szigetnek” és „Harris-szigetnek” nevezik a területeket. Míg Lewis vidéke laposabb, Harrisé sokkal inkább hegyes. A sík, termékenyebb Lewison él Külső-Hebridák lakosságának ¾-e és itt fekszik az egyetlen város, Stornoway. A sziget olyan különleges állatfajoknak ad otthont, mint a vörös szarvas, az arany sas és a fóka. A presbiteriánus hagyományokban gazdag Lewis régen a norvég Man és Szigetei Királyság alá tartozott. Skócia más vidékeit összehasonlítva a vasárnapi misére járás, a gael nyelv és a tőzegmetszés itt sokkal jobban megmaradt az emberek életében. Lewis gazdag kulturális örökségekben is, amelyet számos mítosz és legenda, a helyi irodalom és a zenei hagyomány bizonyít.

## Földrajz
Lewis keresztmetszetét tekintve a sziget keleti részén többnyire homokos, dűnés partot, sík strandokat találunk. A sziget belseje tőzeg borította, kiterjedt fennsík. Az Atlanti-óceánhoz érve szaggatott partvonal, kőszirtek, kis tengeröblök jellemzik a tájat. A keleti rész bővebben termő, sűrűbben lakott. Itt található a főváros, Stornoway is. Egyetlen falutól, Achmore-tól eltekintve valamennyi település a tengerparton található. Ellentétben Harrisszel, Lewis többnyire sík, kivéve a délkeleti részen található Ben More csúcsot, amely eléri az 570 métert, illetve a délnyugati részen levő Mealasbhalt a maga 575 méterével. Utóbbi a sziget legmagasabb pontja. Ezenkívül van még 11 csúcs, amely eléri a 300 métert. Lewis déli felén, az északival ellentétben több édesvizű kis tó található. A tengerpartot erősen tagolják a tengerből mélyen benyúló öblök, mint például a Loch Resort és a Seaforth, amelyek egyben Harris és Lewis határát is alkotják. Ilyen öböl a Great Bernera szigetet körülvevő Loch Roag, illetve a Loch Erisort. A legfontosabb hegyfok a Butt of Lewis, a sziget legészakibb részén fekszik. Itt a sziklaszirtek elérik a 45 méter magasságot, amelyek egy 19 mérföldről is látható világítótornyot ölelnek körbe. Keleten találhatók a Tolsta Head, a Tiumpan Head és Cabag Head hegyfokok, délen a Renish Point, nyugaton a Toe Head és a Gallon Head. A legnagyobb, Lewissal összekapcsolt sziget a Great Bernera Uig körzetében. A szigetre híd vezet át, amelyet 1953-ban építettek.

## Klíma
Az Atlanti-óceán és a Golf-áramlat hatása miatt Lewison a hideg, nyirkos idő a jellemző. A nyári és a téli hőmérséklet csak egy kicsit tér el egymástól. Az őszi és téli hónapokban a legcsapadékosabb és legszelesebb az időjárás. A gyakori szélnek köszönhetően építettek szélerőmű parkokat, amelyek azonban vitát váltottak ki a helyi lakosságon belül.
| Átlag                                                                                                   | Év      | Jan    | Feb    | Mar    | Ápr     | Máj     | Jún     | Júl     | Aug     | Szep    | Okt     | Nov    | Dec    |
| --- | ------- | ------ | ------ | ------ | ------- | ------- | ------- | ------- | ------- | ------- | ------- | ------ | ------ |
| Maximum hőmérséklet Celsiusban (°F)                                                                     | 11 (52) | 7 (44) | 7 (44) | 8 (46) | 10 (50) | 12 (54) | 14 (58) | 16 (60) | 16 (61) | 14 (58) | 12 (53) | 9 (48) | 7 (45) |
| Minimum hőmérséklet Celsiusban (°F)                                                                     | 5 (41)  | 2 (35) | 2 (35) | 2 (36) | 3 (38)  | 6 (42)  | 8 (47)  | 10 (50) | 10 (50) | 8 (47)  | 6 (43)  | 4 (38) | 2 (36) |
| Fagypont alatti napok száma                                                                             | 2.88    | 7.22   | 7.01   | 6.52   | 2.62    | 0.56    | 0.01    | 0.00    | 0.00    | 0.02    | 0.86    | 3.48   | 6.30   |
| Csapadék (mm)                                                                                           | 99.74   | 134.41 | 98.48  | 93.86  | 72.70   | 61.86   | 64.89   | 74.21   | 89.63   | 106.44  | 132.21  | 132.37 | 135.78 |
| Napsütéses órák száma                                                                                   | 101.94  | 34.46  | 63.43  | 104.85 | 147.07  | 192.18  | 166.44  | 127.94  | 132.57  | 106.63  | 77.19   | 44.26  | 26.21  |
| Source: Met Office Archiválva 2008. július 27-i dátummal a Wayback Machine-ben (Data Jan 1874-Nov 2006) |         |        |        |        |         |         |         |         |         |         |         |        |        |

## Természet

### Madarak
Eddig 327 madárfajt fedeztek fel a szigeteken, melyek közül több mint 100 költ itt. A szigetek természetes vonulóutat biztosítanak azoknak a költözőmadaraknak, amelyek az Északi sarki költőhelyükről repülnek. Sőt, a szigeten menedékhelyet találnak az Észak-Európából és Észak-Amerikából erre tévedt példányok is. Rengeteg madárfaj költ a Hebridákon és a környező szigeteken, beleértve a gázlómadarak rendjébe tartozó harist, amely gyakori faj Nagy Britanniában. Számos tengeri madár él Lewis partjainál, mint például a szula, tengeri sirály.
Az Uig-dombság jellemző állata az aranysas, de állítólag szélesfarkú sas is előfordult már ezen a területen. Pairc környékén a poling honos. A parti sziklák vidékének lakói a vándorsólyom, és a héja, a számtalan kisebb tengerszemeké az északi búvár, a nagyobb tavaké pedig a sarki búvár. Az ékfarkú halfarkas az egész Kaledóniai szigetvilág területén elterjedt, míg az óriás halfarkas csak Lewis szigetén, St Kildán, North Ronán és a Shiant szigeteken költ. A téli madárvilág jellemző állatai a kacsák, valamint a dunnalúd, amelyek sekély vizek környékén láthatóak.

### Tengeri élet
Lewis folyóiban gyakori állat a lazac, amelyek az Atlanti-óceánból úsznak fel. A sok kis édesvízi tó pisztrángnak, angolnának, tüskés pikónak, lepényhalnak és egyéb halfajaknak ad otthont. A part mentén, különösen Stornoway kikötőjénél fókákra bukkanhatunk. Ha szerencsénk van, delfinekkel, cápákkal és néha bálnákkal és teknősökkel is találkozhatunk.

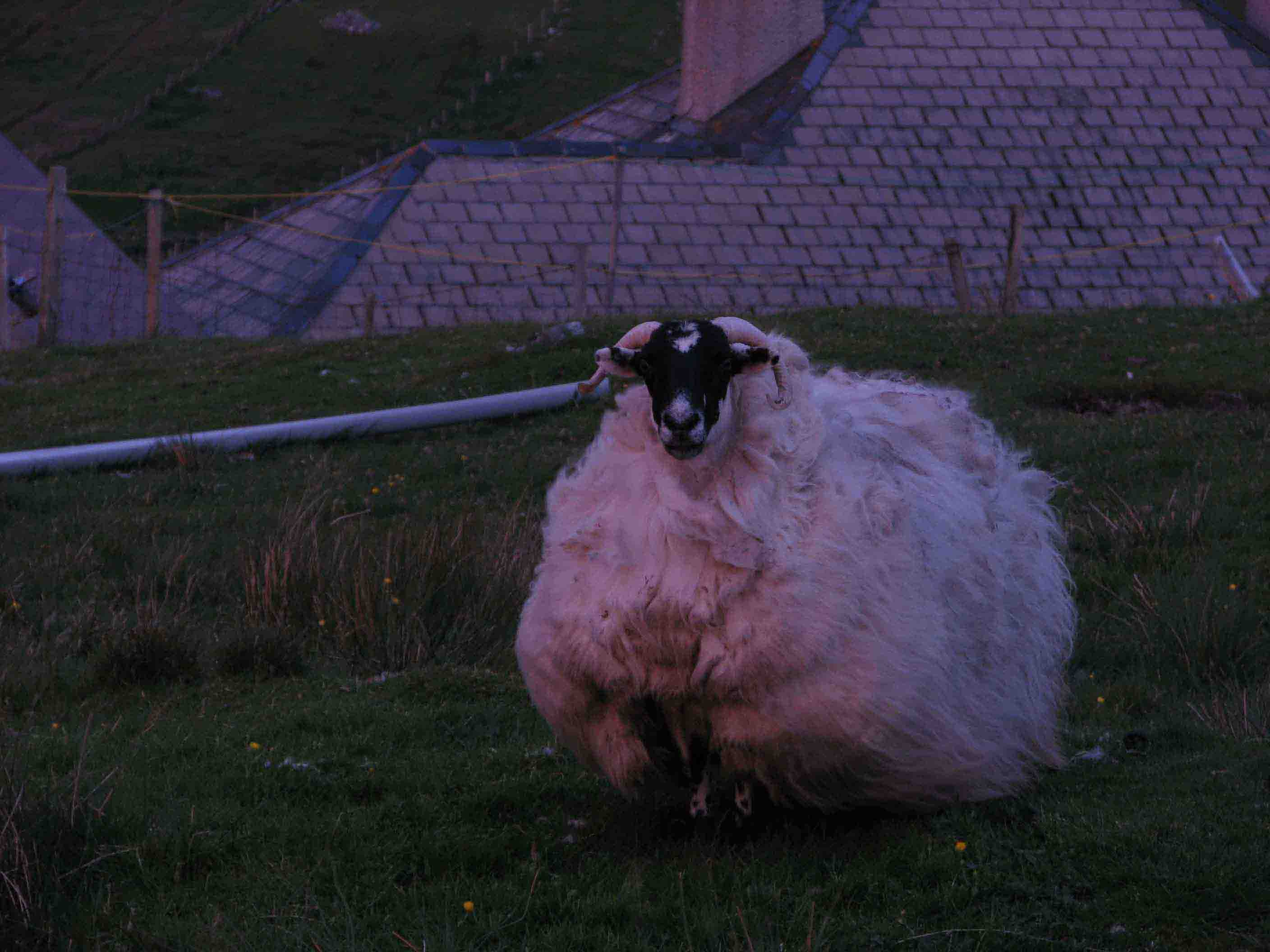
Lewis jellemző háziállata a juh

### Szárazföldi emlősök
A Hebridákon csak két őshonos emlős található, a vörös szarvas és a vidra. A nyulat, a sünt, a barna és fekete patkányt, a görényt mesterségesen telepítették be. Ilyen az amerikai nyérc is, amely sok problémát okoz a fészketrakó madaraknak, a halfeldolgozó üzemeknek és a baromfiudvaroknak. Emiatt egy sikeres nyércirtó akciót folytattak le Uist és Barra környékén, később pedig egész Lewis és Harris területén.

### Rovarok
A legnagyobb példányszámú rovarfaj Lewison a szúnyog, amely az év nagy részében megtalálható, különösen vizek közelében. Ezenkívül nyáron szitakötők és lepkék lepik el a szigetet.

### Növényvilág
Számos különféle orchidea faj és fűféle honos a szigeten. Három hanga faj és számos rovaremésztő növény terjedt el Lewis mocsárvidékein. A hangával benőtt kiterjedt mocsárvidékek magyarázzák Heather (Hanga)-sziget nevét. Lewis egykor erdővel borított volt. Néhány fafaj csak a tavak és sziklaszirtek környékén maradt meg. Nemrég az Erdészeti Bizottság körtefákat és lucfenyőket ültetett, azonban az előbbiek nagy részét a molyok elpusztították. A legfontosabb erdő Stornoway vára körül található, amelyet a 19. században telepítettek.

## Történelem
Hogy mióta lakják emberek a szigetet, arról egy kb. 8000 éves tőzegdarab tanúskodik. A legkorábbi építészeti emlék kb. 5000 éves. Ebben az időben az emberek már kezdtek letelepedni, mintsem folytatni a nomád életet. A Külső-Hebridák valamennyi szigetén, de különösen Dail Mhornál, a Lewis szigeten fekvő Carloway (skót gael nyelven Charlabhagh) közelében találtak kis házakat, amelyeket ezek az emberek építettek. Az ebből a korból megmaradt legnagyobb műemlékek templomok és temetkezési kőhalmok, mint amilyen Calanais-ben is látható. A skótok körülbelül az 1. században érkeztek a szigetre, magukkal hozva a még mindig létező skót gael nyelvet. Kb. i. e. 500-ban a helyi társadalom belépett a vaskorba. Az épületek nagyobbak, kiemelkedőbbek lettek, ami leginkább észrevehető a Carloway-hez közeli Broch-nál, ami egy üreges falú kőtorony maradványa. A kereszténység a 6. századtól kezdett terjedni a szigeten Szent Kolumba hittérítőnek köszönhetően, amikor a piktek népesítették be Lewist.
A 9. században a vikingek telepedtek le itt, évekig tartó tengeri rablóhadjárataik után. A norvég idegenek beházasodtak helyi családokba és elhagyták régi hiedelmeiket. Ebben az időszakban a kerek épületeket felváltották a derékszögűek, amely a skandináv stílusra volt jellemző. Lewis a Man és szigetei Királyság alá tartozott, azaz Norvégia része volt. A lewisi sakkfigurák, amelyeket a szigeten találtak 1831-ben, a viking uralom idejéből származnak. Az embereket Gall-Ghaidheil-nek azaz, idegen gaeleknek hívták, amely a vegyes gael-skandináv hátteret és valószínűleg a kétnyelvű beszédet tükrözi. A norvég nyelv a mai napig felfedezhető egyes helységnevekben és személynevekben, habár utóbbi a skót anyaföldön is elég jól elterjedt.
Lewis, mint ahogy az összes hebridai sziget, Man-szigettel és Caithness megyével egyetemben 1266-ban még egyszer Skóciához került a perth-i egyezmény folytán, amely VI. Törvényjobbító Magnus norvég uralkodó és III. Sándor skót király között jött létre. A skót irányítás alatt a Szigetek Birodalom (Lordship of the Isles) a legfontosabb erőnek számított a 14. század Északnyugat-Skóciájában. A sziget uralkodói Islay szigetére tették székhelyüket és innen irányították az egész hebridai szigetvilágot. Ők Somerled MacGillibride, gall-ghaidheil fejedelem leszármazottai voltak, aki 200 évvel korábban kézben tartotta a szigeteket. Maga Lewis szigetének ellenőrzését a MacLeod törzs gyakorolta. Később, a helyi klánokkal történő ellenségeskedések és hadviselések után a MacLeod klán területét elkobozták 1597-ben, majd I. Jakab angol király odaadományozta a Lowland gyarmatosító csoportnak, ismertebb nevükön a Fife-i kalandoroknak abból a célból, hogy angolosítsák a szigetet. Próbálkozásuk azonban sikertelen volt, a tulajdon pedig átszállt a kintaili MacKenziek kezébe 1609-ben, amikor Lord MacKenzie megvásárolta a szigetet a dél-skótoktól.
Az 1745-ös felkelést, valamint Charles Edward Stewart herceg Franciaországba történő menekülését követően a gael nyelvet tilos volt használni, a lakbért pénzben kellett kifizetni és illegális volt hordani a helyi népviseletet. Így az elkövetkezendő fél évszázadban azok, akik anyagilag megengedhették maguknak, az „új világba” emigráltak. 1844-ben Sir James Matheson vette meg a szigetet. Az ezután következő éhínség és földreform azonban rengeteg embert rákényszerített arra, hogy elhagyják a földjüket, egy újabb emigrációs folyamatot indítva be. Lewis számos földharc helyszíne volt, amelyről néhány településen kőhalomszerű emlékművek tanúskodnak.
Az első világháború alatt a szigetlakók ezrei szolgáltak a hadseregben, köztük több mint 200 tengeri tartalékos, akik hazatértek a háború után, amikor a Lolaire, az admiralitás vitorláshajója elsüllyedt Stornoway kikötőjének közelében. A második világháborúban is rengeteg Lewis szigeti katona szolgált a királyi és kereskedelmi tengerészetnél, ahol szintén sok ember esett el. A háború után újból rengeteg ember települt át az Egyesült Államokba és a skót anyaföldre.

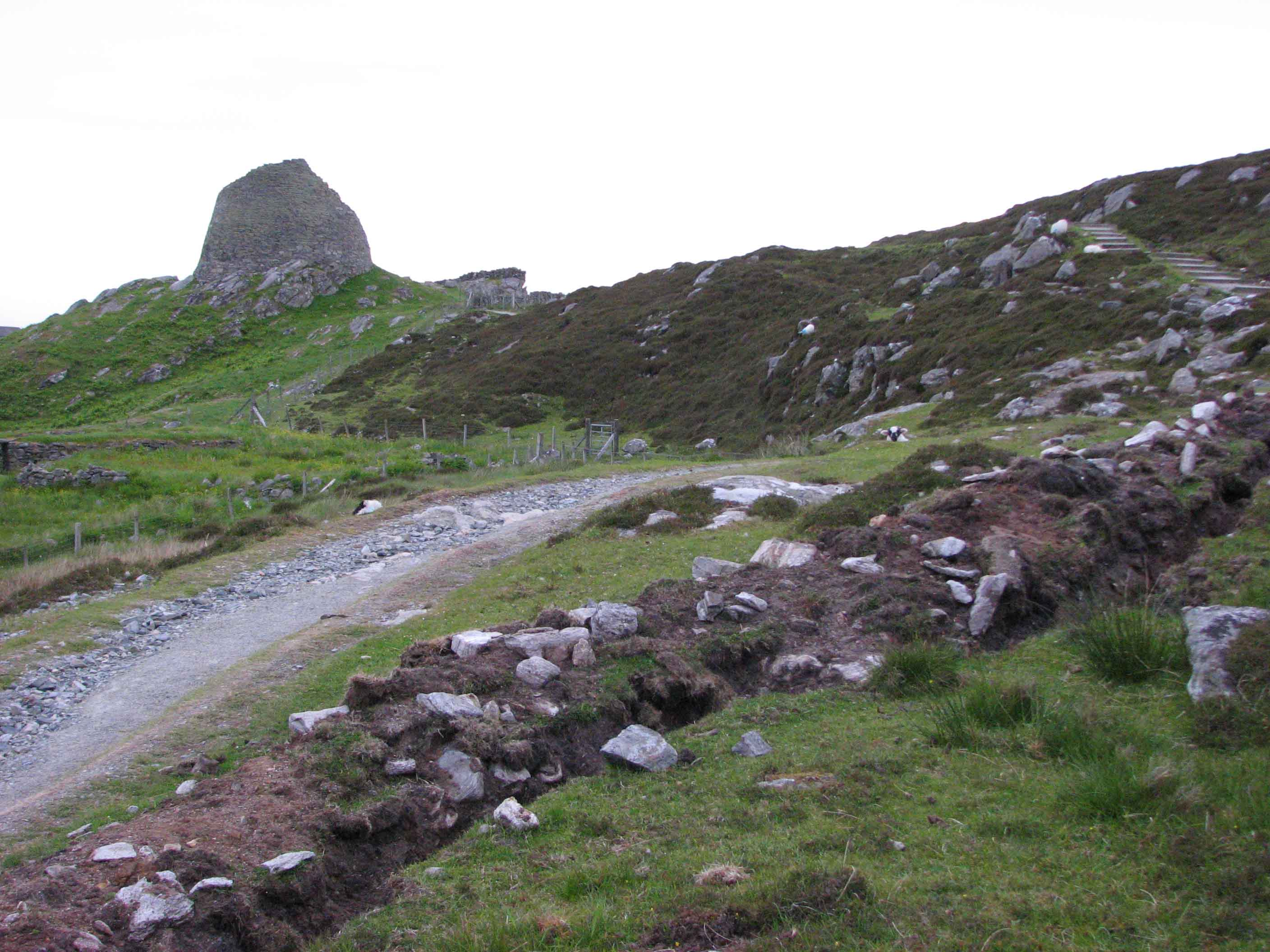
Carloway Broch, vaskori épületmaradvány

### Történelmi emlékművek
Callanishi állókövek, Carloway Broch, vaskori házak Bostadh közelében, Garenin Feketeház falu Carlowayben, bálna csontív Bragarban, St Columba templom Aignishben, St Moulag templom Nessben, Clach an Truiseil monolit, Bonnie Charlie herceg emlékmű, Lews vára Stornowayben, valamint számos további kisebb kőkör és öt egyéb broch.

## Demográfia
Lewis legnagyobb települése, egyben a Külső-Hebridák egyetlen vára Stornoway, ahonnan kompok közlekednek Ullapoolba, a skót anyaföldre. 2001-es adatok szerint Lewis népessége 18489 fő volt. A sziget települései tengerpart vagy tó közelében találhatók. Az északkeleti rész a sűrűbben lakott. A sziget belseje egy nagy mocsárvidék, ahonnan évtizedek óta tőzeget vágnak ki és üzemanyagként felhasználják. Bár az utóbbi időben egyre kevesebben űzik ezt a mesterséget. A sziget déli részét, amely Harrissal határos, hegyek, kis tavak jellemzik. Az Uig körzetben található Bernera szigetet egy 1953-ban épült híd köti össze Lewissal.

### Lewis egyházközségei
Négy egyházközség létezik Lewison: Barvas, Lochs, Stornoway és Uig. Carloway kerület, amely korábban részben Lochs, részben Uig egyházközséghez tartozott, 1859-ben különálló kerületté vált. Lewis kerületei: Ness, Carloway, Back, Lochs, Park, Point, Stornoway és Uig. Ez a megjelölés hagyományos és az egész helyi lakosság így használja. Polgári regisztrációs okok miatt Lochs két részre vált: North Lochs és South Lochs. A West Side egy általános elnevezése az Arnoltól Shawbostig elnyúló területnek.
Állítólag a stornowayi háborús emlékműnek úgy próbáltak helyet találni, hogy az mind a négy egyházközségből látható legyen.

### Települések
Bár Lewis egyetlen városa a 8000 lakosú Stornoway, több nagyobb falu található a szigeten, mint pl North Tolsta, Carloway vagy Leurbost. Egyes területek, mint pl Laxdale, Sandwick vagy Holm igazi falvak, ugyanakkor ma már Stornoway külvárosai. Stornoway lakossága az agglomerációval együtt eléri a 12000-t.
Lewis települései elhelyezkedésük alapján és a teljesség igénye nélkül.

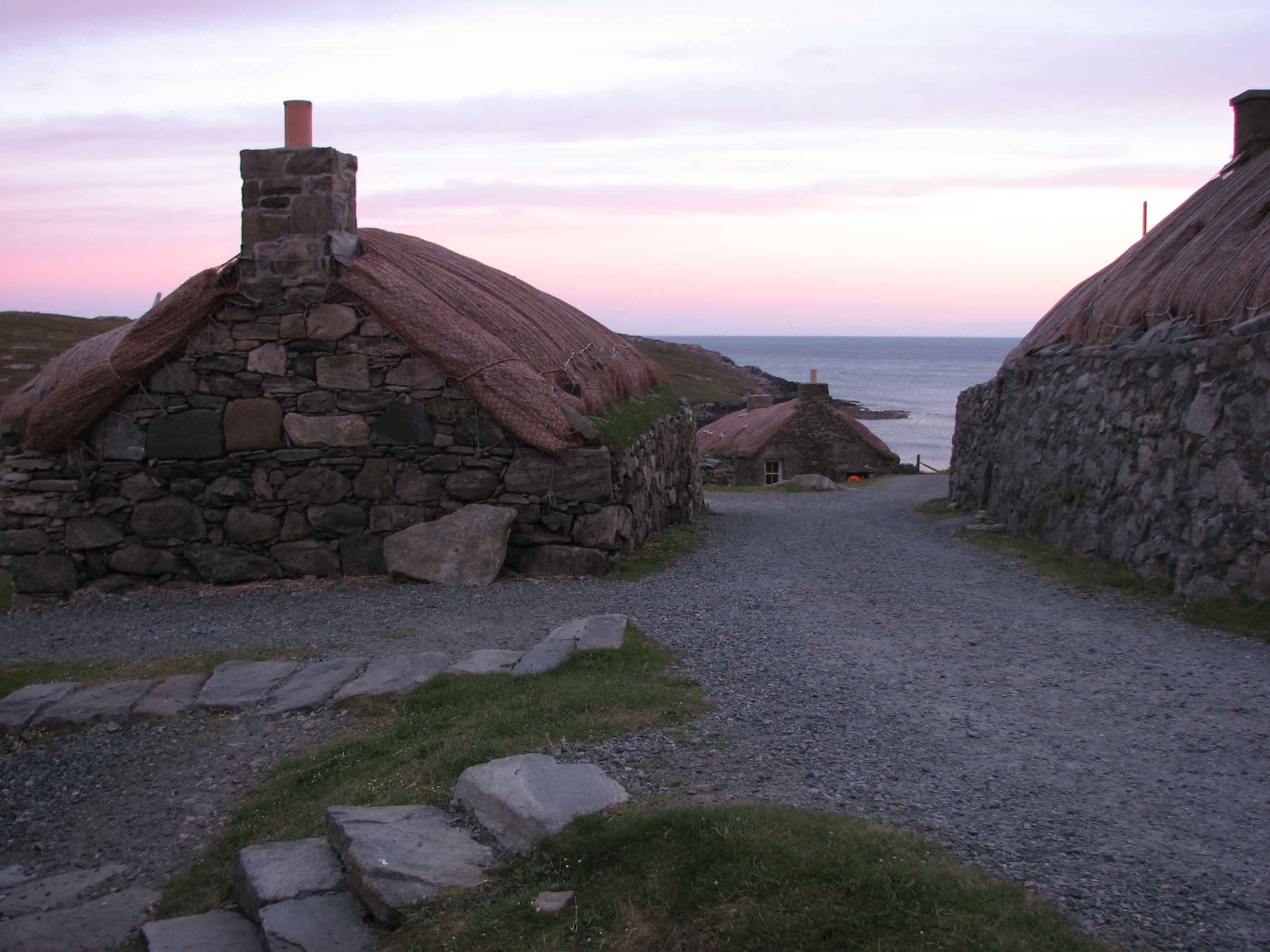
Garenin Youth Hostel az Atlanti-óceán partján

| Back                                  | Ness | North Lochs                   | Park (South Lochs) | Point                                                                                      | Uig                                       | West Side | Stornoway körzet                                                             |
| Back, Coll, Gress, North Tolsta, Tong | South Dell, North Dell, Cross, Swainbost, Habost, Lionel, Port of Ness, Eoropie, Fivepenny, Knockaird, Adabrock, Eorodale, Skigersta, Cross-Skigersta Road | Balallan, Crossbost, Leurbost | Gravir, Cromore    | Aird, Aignish, Flesherin, Lower Bayble, Portnaguran, Portvoller, Shulishader, Upper Bayble | Aird Uig, Cliff, Kneep, Timsgarry, Valtos | Arnol, Ballantrushal, Barvas, Borve, Bragar, Breasclete, Brue, Callanish, Carloway, Garynahine, Shader, Shawbost | Branahuie, Holm, Laxdale, Melbost, Parkend, Plasterfield, Sandwick, Steinish |
| ------------------------------------- | --- | ----------------------------- | ------------------ | ------------------------------------------------------------------------------------------ | ----------------------------------------- | --- | ---------------------------------------------------------------------------- |

## Gazdaság

### Ipar
Lewis hagyományos ipari ágazatai a kisgazdaság, halászat és a szövés. Habár ezek történelmileg fontosak, jelenleg hanyatlanak, illetve a kisgazdaságok ma már többet jelentenek, mint létfenntartó vállalkozás. Neve ellenére a Harris gyapjúipar központja Lewison van, a legfontosabb feldolgozó üzemek pedig Stornowayban és Shawbostban. Minden egyes, országalma logoval ellátott ruhadarab 1909 óta a Harris Gyapjú Szövetség (Harris Tweed Association) bejegyzett terméke, amely egyet akkor jelentett a kézzel font, kézzel szőtt, külső-hebridai kisbirtokosok által festett ruhaneműkkel. Ma már csak a szövést végzik kézzel, a többi tevékenységet felváltották a fonógépek, és a kádfestés. A szövés a Harris Gyapjú Hatóság (Harris Tweed Authority) irányításával folyik, amely 1993-ban alakult a parlament jóváhagyásával. A Harris Gyapjú ma úgy definiálható, mint a külső-hebridai szigetlakók otthonában szőtt, Harris, Lewis, North Uist, Benbecula, South Uist és Barra szigetein kidolgozott, tiszta, szűz gyapjúból készült, festett és font termékek. A legfőbb halászflotta állomány ugyan lecsökkent, de számos kisebb hajó végez partmetni halászatot Lewis szigete körül kiindulva kisebb, helyi kikötőkből. A halüzeme és feldolgozók elsősorban az öblök mentén helyezkednek el.

### Kereskedelem
A kereskedelem központja Stornoway, ahol ugyanúgy megtalálható több brit hálózat, mint ahogy a helyi üzletek és vállalkozások. Stornowayen kívül számos falu rendelkezik többcélú üzlettel, némelyik postaként is üzemel. Néhány faluban több is van, de ezek általában specializálódnak pl gyógyszerre vagy benzinre. Mozgó, utazó üzletek is működnek, amelyek a távolabbi településeket keresik fel. Az, hogy egyszerűen el lehet jutni Stornowaybe, illetve az internet arra késztet számos falusi boltot, hogy időszakonként zárva maradjanak.

### Közlekedés
Vasárnap kivételével a Caledonian Macbrayne kompjai naponta közlekednek Stornoway és Ullapool, azaz a skót anyaföld között. A menetidő 2 óra 45 perc. Átlagosan napi két-két hajó indul Ullapoolba, illetve tér vissza Lewisra. Nyáron sűrűbben, télen ritkábban közlekednek. Mivel a komp közlekedés megnőtt, egy másik hajó szállítja a sziget teherautóit korán reggel, csak egy odautat biztosítva. Néhány másik komp Harrisrol indul, amely lehetővé teszi a szállítást Skye és Uist szigeteire. 2007 elején egy javaslatot terjesztettek elő egy tengeralatti alagút megépítésére, amely Lewist kötné össze a skót anyafölddel. Az egyik lehetséges út Ullapool és Stornoway között 40 mérföld hosszú lenne, amely egyben a világ leghosszabb közúti alagútjává lépne elő. Stornoway a közlekedés központja Lewison, ahonnan közvetlen buszjáratok indulnak Pointra, Nessbe, Back and Tolstara, Uigra, a nyugati partra, Tarbertra és Harrisra. Ezeket a helyi szervek vagy magánvállalkozók működtetik. A Stornoway Airport a várostól kb 3,5 km-re található, Melbost falu mellett. Innen közvetlen repülőjáratok közlekednek Aberdeenbe, Benbeculaba, Edinburghba, Invernessbe és Glasgowba. Három légitársaság szállít utasokat Lewisról: a British Airwayssel franchise rendszerben működő Loganair, valamint az Eastern Airways és a Highland Airways. Ez a repülőtér a partiőrség bázisa is.

### Tőzeg
Lewis szigetén a tőzeget a mai napig üzemanyagként hasznosítják. Általában késő tavasszal speciális szerszámmal vágják: tőzeg késsel vagy tosggal, amelynek hosszú fa nyele van, az éle pedig a végénél szögletes. A tőzegpadot először megtisztítják a hangától. Így a védtelen tőzeget tőzeg késsel kivágják, majd rádobják a padra száradni. Egy gyakorlott tőzegvágó naponta kb 1000 tőzeget tud kivágni. Miután a tőzeg megszáradt, elszállítják a kisgazdaságokba, ahol nagy kazalt építenek belőle. Ezek gyakran hasonlítanak a gazdasági épületek alakjára – széles, a végeknél legörbített, kb 2 méter magasságban csúcsosodó. A hosszúsága változó, 4-14 méter közötti. A halomba rakás a helyi szokásoknak megfelelően folyik. Egy jól megépített boglya akár egy műalkotás is lehet. A tőzeghalmok védelmet is biztosítanak a háznak.
Egy kisgazdálkodás évente kb 15000-18000 tőzeget képes elégetni. Különösen télen a tőzegfüst illata egy különleges légkört ad a szigetnek. Míg a tőzeg égetés továbbra is működik, az utóbbi években jelentős visszaesés történt, mivel az emberek áttértek egy más, kevésbé munkaigényes fűtési módszerre; habár ez továbbra is a sziget meghatározó jelképe.

## Vallás
A vallás fontos Lewis szigetén. A lakosság nagy része presbiteriánus, azaz vagy a Szabad Egyházhoz (Free Church) vagy a Skócia Egyházhoz (Church of Scotland) tartoznak. Sabbath napján, azaz vasárnap az üzletek rendszerint zárva vannak, bár menetrend szerinti repülőjárat közlekedik Skóciába. Ugyan a presbiteriánusok dominálnak Lewison, más felekezetek, vallások is jelen vannak elsősorban Stornowayben, mit például a katolikus egyház, a mormon egyház és a jehova tanui. A keresztény egyháznak mély gyökerei vannak a Nyugati-szigeteken, de köszönhetően a klánok állampolgári hűségének a Lewison, Harrison és North Uiston élő emberek hagyományosan presbiteriánusok, a Benbeculan, South Uiston és Barran élők pedig római katolikusok. Van egy kisebb anglikán csoport is a szigeten, de ők többnyire bevándorlók. A Nyugati-szigetek északi részét, különösen Harrist és Lewist, a brit kálvinizmus utolsó bástyáiként is szokták említeni. A lakosság nagy része vagy a Skócia Szabad Egyházához (Free Church of Scotland) vagy a konzervatívabb Skócia Szabad Presbiteriánus Egyházához tartoznak. Ezek az egyházak istentiszteletkor hangszer és ének helyett időmértékes zsoltárt használnak. Általában elfogadhatatlannak minősül az, aki helytelenül felöltözve jelenik meg a templomban, habár ez lassacskán kimegy a köztudatból. Ilyen megsértés, ha egy nő kalapot hord, vagy nadrágot szoknya helyett, illetve a hétköznapi viselet, mint például a farmer. A helyi tanács 2005 decemberében visszautasította azoknak a homoszexuális esküvőknek a lebonyolítását, amelyeket a 2004-es Polgári Társas Viszony (Civil Partnership Act 2004) rendelet alapján jegyeznének be.

## Nevelés
Lewis szigetén összesen 23 iskola biztosítja a tanulás lehetőségét az 5-18 éves korosztály számára. Szokatlanul elterjedt a gael középoktatás (15 intézményben megtalálható), Stornoway-en kívül 5 kétéves szakközépiskola működik. Azok a tanulók, akik a kétéves mezőgazdasági szakiskolát választják, utána a Nicolson Intézményben folytatják tanulmányaikat, amely az egyetlen hatéves szakközépiskola a szigeten. Számos falusi iskola egyre kevesebb szerepet játszik. A tanulók számának csökkenése olyan terveket fogalmazott meg, miszerint az összes falusi szakiskolát be kellett zárni. A megvalósítást azonban elhalaszották amíg teljesen meg nem vizsgálják a helyzetet, de úgy tűnik egy más tanmenet, azaz egy hároméves junior szakiskolai rendszer felválthatja a falusi szakiskolákat. Stornoway ad otthont a University of Stirling egy kisebb táborának, ahol ápolónőket oktatnak, helyszíne pedig a Western Isles Hospital. Ezenkívül létezik egy főiskola, a Lews Castle College, amely az University of Highlands and Islands (UHI) Millennium Instituthoz tartozik. A főiskola más szakmai és közösségi oktatás szerepét is betölti, amelyekre a legtöbb falusi oktatási központokban, nagyobb táborokban be lehet iratkozni és olyan tantárgyakat lehet felvenni, mint például számítógép ismeret, gaelic nyelv, tengerészet.

## Kultúra és sport

### Nyelv
Lewis nyelvi hagyományai a gael és az ónorvég nyelvekből erednek, melyek ma is éreztetik hatásukat. Manapság az angolt és a gael nyelvet beszélik, de a mindennapi életben az angol és a gael kevert változatát (Highland English) használják a leggyakrabban. A gael befolyásnak köszönhetően az itt beszélt akcentus jobban hasonlít az ír, walesi, sőt még az észak-amerikai dialektusra is, mint a közönséges skót nyelvre. A gael kultúra a Nyugati-szigeteken (Western Isles) feltünőbben jelen van, mint Skócia más területein. A gael nyelvet sokan szívesen választják, kb a szigetlakók 60%-a beszéli ezt a nyelvet, míg a lakosság 70%-ának van némi gael nyelvismerete. A legtöbb útirányt jelző tábla angolul és gaelül is ki van írva és számos mindennapi munka folyik gael nyelven. Majdnem minden gael nyelven beszélő beszél még egy nyelvet.

### Média és művészet
Lewis számos író és művész hazája, illetve ihletője. Itt rendezik meg minden évben a Royal National Mod-ot, azaz a Skót Gael Kulturális Fesztivált. A stornowayi várdomb ad otthont minden év júliusában a háromnapos Hebridáki Kelta Fesztivált (Hebridean Celtic Festival), ahova rendszerint több, mint 10000 látogató érkezik. A fesztiválon különböző programok szórakoztatják a nagyérdeműt, mint pl táncok, történetmondás, ének és zenekarok, helybeli művészek fellépésével.
Az Isles FM rádióállomás, melynek szintén Stornoway a székhelye, felváltva gael és angol nyelven sugároz. A városban a BBC is üzemeltet egy studio, valamint egy független gael tv adó, a TV channel TeleG.
Egyetlen újság olvasható az egész szigeten, a Stornoway Gazette, mely hetente jelenik meg. Ezenkívül van néhány lap, amelyek regionálisan, jelennek meg, mint pl a Rudhach című lap Point körzetben, vagy a The Hebridean Stornoway körzetében.

### Sport
Lewison több sportpályát, illetve sportklubot találunk. A legnépszerűbb sportágak a labdarúgás, rugby és a golf. A football a legnépszerűbb amatőr sport. A helyi csapatok a Lewis és Harris bajnokságban szerepelnek.
A shinty játék itt annyira nem népszerű, mint Nyugat-Skócia más területein, egyetlen csapatuk a Lewis Camanachd.
A Nicolson Instituthoz hozzácsatolt Lewis Sport Centreben télen-nyáron használható pályákat találunk.
A Lewis Castle Grounds a Stornoway Golf Club otthona, ez az egyetlen 18 lyukú golfpálya a Hebridákon.
A horgászat is népszerű kikapcsolódás. Számos kis tó és patak áll rendelkezésre.
A vadászat a sziget csak egy bizonyos részein megengedett.
A vízisportok, de elsősorban a szörf szerelmesei körében is népszerű Lewis.
Hegyitúrázásra Lewis Harrissal határos része és Uig környéke alkalmas.

### Gasztronómia
A nessi férfiak minden augusztusban két hétig szulára vadásznak, amely a helyi csemege.
Lewison több hotel, étterem kínál különböző ételeket. Stornowayben kínai, thai, indiai és legfőképpen skót konyha csábítja a vendégeket. A szakácsok többnyire helyi alapanyagokat használnak, a kisgazdaságok és a halfeldolgozók biztosítják a minőségi hozzávalókat. Természetesen, a reggeli halászat eredménye gyakran egyből a fazékba kerül.

## Külső hivatkozások
- Lewis weboldala

## Fordítás
Ez a szócikk részben vagy egészben  az   Isle of Lewis című angol Wikipédia-szócikk fordításán alapul.  Az eredeti cikk szerkesztőit annak laptörténete sorolja fel. Ez a jelzés csupán a megfogalmazás eredetét és a szerzői jogokat jelzi, nem szolgál a cikkben szereplő információk forrásmegjelöléseként.